# Dismigration
Dismigration  oder Ansiedlungsstreuung ist vor allem ein vogelkundlicher Fachbegriff.  Darunter  sind Zerstreuungswanderungen von Vögeln, insbesondere, aber nicht ausschließlich von Jungvögeln,  zu verstehen, die sie von ihrem Geburtsort beziehungsweise vom Ort der letzten Brut wegführen. Diese Wanderungen sind ein wichtiger Faktor der Populationsökologie. Sie dienen vor allem der Lebensraumexploration und Lebensraumausweitung, der Erhaltung der  Populationsdichte sowie der genetischen Diversifikation.  Dismigration ist ein in der Verbreitungsrichtung beliebig streuendes und  aktives Wanderverhalten, das im engeren Sinn einzelbrütende Vogelarten zeigen. Bei Koloniebrütern ist die Dismigration vor allem vom Angebot geeigneter Koloniestandorte abhängig.
Die Dismigration führt zur Dispersion, zur möglichst optimalen Verteilung einer Vogelart in geeigneten Lebensräumen. Die Dispersion ist also der Zustand nach der Dismigration und nicht der Vorgang selbst.
Ist die Zerstreuungswanderung einer Vogelart endogen bestimmt, wird auch der Begriff Dispersal verwendet. Unterliegt sie exogenen Einflüssen, wie zum Beispiel Wetterverhältnissen oder  der Nahrungsverfügbarkeit, spricht man von Spacing. Bei Jungvögeln folgen Dispersal und Spacing häufig aufeinander: Zuerst entfernt sich der Jungvogel von seinem Geburtsort und wählt danach erst seinen neuen Lebensraum nach den Kriterien der Habitatqualität aus.
Das Dismigrationsverhalten ist sowohl von Art zu Art als auch innerhalb einer Art und sogar innerhalb einer Population verschieden. Innerhalb von Populationen können einzelne Individuen eine große Brutortstreue (Philopatrie) zeigen, während andere zu vergleichsweise weiten Dismigrationen neigen.  Dieser häufig zu beobachtende Verhaltenspolymorphismus stellt eine besondere Anpassung an eine dynamische Umwelt dar.
Die Distanzen der Dismigrationsflüge sind sehr unterschiedlich und hängen stark mit den Anforderungen zusammen, die die Art an ihren Lebensraum stellt. Auch der Grad der  artspezifischen Territorialität spielt eine nicht unwesentliche Rolle. Die Entfernung vom Brutort kann je nach Spezies dabei nur wenige 100 Meter, aber auch einige 100 Kilometer betragen. Generell zeigen größere Arten weitere Dismigrationsflüge als kleinere.